# Maximilian Wengler
Pour les articles homonymes, voir Wengler.
Maximilian Wengler (14 janvier 1890 à Roßwein et mort le 25 avril 1945 Près de Pillau-Neutief), est un Generalmajor der Reserves allemand au sein de la Heer dans la Wehrmacht pendant la Seconde Guerre mondiale.
Il a été décoré de la croix de chevalier de la croix de fer avec feuilles de chêne et glaives. La croix de chevalier de la croix de fer et ses grades supérieurs : les feuilles de chêne et glaives sont attribués en reconnaissance d'un acte d'une extrême bravoure ou d'un succès de commandement important du point de vue militaire.

## Biographie
Wengler s'engage le 28 novembre 1909 dans le 133e régiment d'infanterie (de) de l'armée saxonne à Zwickau, où il est promu lieutenant le 15 août 1910.
Maximilian Wengler prend le commandement de la 83. Infanterie-Division le 27 mars 1945 dans la zone de Gotenhafen. La division, après avoir échappé à l'encerclement de la ville, se fraye un chemin au Oxhöfter Kämpe et Pillau-Neutief. Wengler et de nombreux hommes de son personnel sont tués par un bombardement aérien le 25 avril 1945. Sa femme avait également été tuée par un bombardement aérien pendant l'hiver de 1944 à 1945.

## Décorations
- Insigne des blessés
  - en argent
- Insigne de combat d'infanterie
  - en argent
- Insigne de combat rapproché
  - en bronze
- Croix de fer (1939)
  - 2e classe
  - 1re classe
- Croix de chevalier de la croix de fer avec feuilles de chêne et glaives
  - Croix de chevalier le 6 octobre 1942 en tant que Oberstleutnant der Reserves et commandant du Infanterie-Regiment 366[1]
  - 404e feuilles de chêne le 22 février 1944 en tant que Oberst der Reserves et commandant du Grenadier-Regiment 366[2]
  - 123e glaives le 21 janvier 1945 en tant que Generalmajor der Reserves et commandant de la 227. Infanterie-Division[3]
- Mentionné dans le bulletin radiophonique Wehrmachtbericht (3 août 1944)